# 1572
1572 (MDLXXII) fue un año bisiesto comenzado en martes del calendario juliano.

## Acontecimientos
- Tycho Brahe observa la supernova SN 1572 en la constelación de Casiopea.
- Se funda, en el Perú, la ciudad de Chacas como pueblo de indios.
- Se funda, en el Perú, la ciudad de Huari como pueblo de indios.
- Fundación de Guaduas (Cundinamarca), se inició la construcción de la catedral de Santafé.
- 1 de abril: Toma de Brielle en los Países Bajos por los mendigos del mar.
- 6 de abril: Toma de Flesinga por los mendigos del mar.
- 25 de mayo: en Roma, el cardenal Buoncompagni es elegido papa con el nombre de Gregorio XIII.
- 1 de junio: Se funda, en el Perú, la ciudad de Huancayo como pueblo de indios.
- 19 de junio: Juan de Salamanca refunda la actual Carora, estado Lara, bajo el nombre de San Juan Bautista del Portillo de Carora.
- 24 de agosto: Masacre del Día de San Bartolomé en Francia. Muerte de más de tres mil hugonotes (protestantes franceses) a manos de católicos en París.
- 19 de septiembre: Termina el asedio de Mons con la rendición de la ciudad ante los tercios españoles.
- 24 de septiembre: Túpac Amaru I, último de los Incas de Vilcabamba, es ejecutado en la plaza de Cuzco por los españoles, bajo el mandato del virrey Francisco Álvarez de Toledo.
- 2 - 4 de octubre - Saqueo de Malinas por los tercios españoles.
- 20 de octubre: Cristóbal de Mondragón dirige el socorro de Goes durante la guerra de Flandes.
- 11 de diciembre: España/Países Bajos - Inicio del asedio de Haarlem por las tropas españolas de Fadrique Álvarez de Toledo.
- 29 de diciembre: Cae en la ciudad de Alicante una de las nevadas más copiosas de su historia. A base de copos menudos, cubrió toda la ciudad con un manto blanco, denotándolo así las inscripciones de una piedra que se colocó en las paredes de la Sacristía de Santa María. Allí permaneció hasta el siglo XVII.

## Arte y literatura
- Camoens - Los lusiadas.

## Nacimientos
Sin fecha
- Felipe de Jesús: fraile franciscano y primer santo originario de México (f. 1597).[1]

## Fallecimientos
- 1 de mayo: Pío V, papa italiano.
- 27 de agosto: Mirabello Cavalori, pintor italiano (n. 1535)
- 23 de noviembre: Bronzino pintor manierista italiano (n. 1503).
- 30 de septiembre: Francisco de Borja jesuita y duque de Gandía (n. 1503).